# Meint Veninga
Meint Veninga (Lula, 3 januari 1897 - Hoogezand, 5 oktober 1944) was actief in het Nederlands verzet tijdens de Tweede Wereldoorlog.

## Leven en werk
Veninga was een zoon van landbouwer Jakob Veninga en Berendina Marchina Munneke. Hij werd broodbakker in Hoogezand. Hij trouwde in 1920 met Anjenetta Grietje Brunius (1895-1922) en na haar overlijden in 1923 met Geertruida Laninga (1898-1984). Hij nam de bakkerij van zijn schoonvader Johannes Brunius aan de Brugstraat in Hoogezand over.

### Oorlogsjaren
Tijdens de Tweede Wereldoorlog ving Veninga onderduikers op in zijn bakkerij. Ook verstrekte hij geld en levensmiddelen en verborg wapens en munitie. De verzetsactiviteiten vanuit de bakkerij werden vermoedelijk verraden door een NSB'er, waarna door de Delfzijlster Sicherheitsdienst in de ochtend van de vijfde oktober 1944 een inval werd gedaan in de bakkerij. De bakker werd bij de inval in zijn rug geschoten. Een aantal van zijn knechten, waaronder Jan Huitzing, werd gearresteerd en meegenomen naar de bewaarschool in Martenshoek. Daar werden Huitzing en de eerder opgepakte Jan Sangers neergeschoten. 
Veninga, Sangers en Huitzing werden begraven op De Stille Hof, een klein monument op de begraafplaats vermeldt hun namen. In mei 1948 werden straatnamen in Hoogezand naar deze mannen vernoemd. De Brugstraat waar Veninga woonde heet sindsdien Meint Veningastraat.